# (16226) Beaton
(16226) Beaton (2000 DT72) – planetoida z grupy pasa głównego asteroid okrążająca Słońce w ciągu 5,52 lat w średniej odległości 3,12 j.a. Odkryta 29 lutego 2000 roku.